# 陈森玉
陈森玉（1939年12月2日—），福建仙游人，加速器物理专家，中国高能加速器领域的学术带头人，中国工程院院士，中国科学院高能物理研究所研究员。

## 履历
1964年，毕业于清华大学。1982至1990年，作为主持人之一，参加北京正负电子对撞机（BEPC）工程的建设，期间主要负责BEPC储存环的理论设计、建造。1991年，受聘在美国超导巨型对撞机实验室工作三年，研究多束团强流不稳定性及其抑制课题。2001年，当选中国工程院院士。